# Гусейнов, Вусал (футболист)
Вуса́л Гусе́йнов (азерб. Vüsal Hüseynov; 9 ноября 1982, СССР) — азербайджанский футболист. Чемпионат Азербайджана 2001 и 2002 годов в составе «Шамкира». Выступал за сборную Азербайджана.

## Клубная карьера
Воспитанник грузинской школы футбола.
Дебютировал в в высшей лиге чемпионата Азербайджана в конце сезона 2000/01 в составе клуба «Шамкир». В первом же матче на высоком уровне он забил мяч. Однако основным игроком команды смог стать только с сезона 2003/04.
С 2005 года играл за «Хазар-Ленкорань». В 2006 перешёл в бакинский клуб «Олимпик», а через некоторое время был уже в составе «Стандарда».
Второй круг сезона 2007/08 играл в клубе «Массалы», потом перешёл в «Габалу», где после первого круга команда выставила его на трансфер, второй круг сезона 2008/09 он доигрывал в «Туране».
С сезона 2009/10 — игрок клуба «Мугань». Сезон 2011/2012 провёл в составе команды году «Кяпаз» (Гянджа).

## Карьера в сборной
За национальную сборную в период с 2003 по 2004 год провёл 6 матчей, мячей так и не забив. В 2003 году, после того как УЕФА не признал национальный чемпионат Азербайджана по футболу, полузащитника «Шамкира» в приказном порядке отозвали из расположения сборной и заявили в составе молодёжной сборной Азербайджана на Кубок Содружества.

## Достижения
- Чемпион Азербайджана: 2000/01, 2001/02 (в составе «Шамкира»)
- Серебряный призёр чемпионата Азербайджана: 2003/04 (в составе «Шамкира»), 2004/05 (в составе «Хазар-Ленкорань»)